# Le Nombril du monde
Le Nombril du monde è un film del 1993 diretto da Ariel Zeitoun.

## Trama
Agli inizi degli anni '30, Bajou, un ebreo tunisino, diventa l'impiegato di Mr. Scali un ricco proprietario terriero. Col passare del tempo, Bajou diventa prima contabile del signor Scali, poi un lavoratore autonomo per poi diventare un rispettabile uomo d'affari. Arricchitosi durante la seconda guerra mondiale, Bajou decide di sposare Habiba, la figlia del suo ex capo ora in rovina.

## Riconoscimenti
- 1944 - Premio César
  - Candidatura per il migliore attore a Michel Boujenah
  - Candidatura per il miglior attore non protagonista a Josiane Balasko[1]